# Re di Portogallo (1864)
«Ре ді Портогалло» (італ. Re di Portogallo) — броненосець типу «Ре д'Італія» Королівських військово-морських сил Італії другої половини 19-го століття. 

## Історія створення
Броненосці типу «Ре д'Італія» були розроблені в рамках амбітної програми модернізації флоту прем'єр-міністра Італії Кавура після об'єднання Італії. Це були найбільші кораблі італійського флоту 60-х років XIX століття.
За основу були взяті французькі броненосці типу «Глуар». Оскільки на той час Італія не могла самостійно будувати подібні кораблі, вони були замовлені у США і будувались на верфі «William H. Webb» у Нью-Йорку.
Броненосець «Ре ді Портогалло» був закладений у грудні 1861 року.  Спущений на воду 29 серпня 1863 року,  вступив у стрій 12 березня 1864 року.

## Історія служби

### Битва біля Лісси
Під час битви біля Лісси «Ре ді Портогалло» був флагманським кораблем дивізії капітана Аугусто Ріботі, куди також входили «Варезе», «Реджина Марія Піа», «Формідабіле» та «Террібіле».
16-19 липня корабель брав участь в бомбардуванні Лісси. На ранок 20 липня він мав проблеми із силовою установкою, але відремонтував її до початку бою.
Об 11:00 «Ре ді Портогалло» вступив у сутичку з австрійським дерев'яним лінійним кораблем «Кайзер». Під час сутички «Кайзер» сильно постраждав, його носова скульптура залишилась на палубі італійського броненосця. Крім того по ньому дав залп броненосець «Реджина Марія Піа». «Кайзер» під прикриттям інших австрійських кораблів відступив у форт Сан-Джорджо на Ліссі.
За цю атаку Аугусто Ріботі після битви був нагороджений Золотою Медаллю «За військову доблесть».

### Післявоєнна служба
Внаслідок бою на «Ре ді Портогалло» була втрачена, зміщена чи вдавлена в корпус значна кількість броньових плит. Ці пошкодження були досить швидко усунуті, але внаслідок стрімкого розвитку броненосців «Ре ді Портогалло» морально застарів, тому його післявоєнна кар'єра була досить обмежена.
У 1870 році озброєння корабля було модифіковане - було встановлено шість 203-мм гармати, кількість 164-мм гармат було зменшено до дванадцяти. Корабель зберіг дві 254-мм гармати. Наступного року «Ре ді Портогалло» був переобладнаний у навчальний артилерійський корабель, його озброєння знову було модифіковане. Тепер на кораблі було вісім 203-мм гармат, дві 120-мм гармати і вісім 80-мм гармат.
У 1873 році корабель базувався в Ла-Спеції, де використовувався як навчальний. Але через старіння невитриманої деревини, яка використовувалась при будівництві корабля, а також недоліки конструкції кар'єра корабля швидко завершилась. 31 березня 1875 року він був виключений зі складу флоту і зданий на злам.